# Israel beim Eurovision Young Musicians
Übertragende Rundfunkanstalt
(bis 2016)
(Seit 2018)
Erste Teilnahme
1986
Bisher letzte Teilnahme
2018
Anzahl der Teilnahmen
2
Höchste Platzierung
k. A.
Dieser Artikel befasst sich mit der Geschichte Israels als Teilnehmer des Wettbewerbs Eurovision Young Musicians.

## Regelmäßigkeit der Teilnahme und Erfolg im Wettbewerb
Israel nahm bisher zweimal am Eurovision Young Musicians teil. 1986 wurde die Geigerin Shira Ravin vom verantwortlichen Sender, der Israel Broadcasting Authority (IBA), zum Wettbewerb entsandt, wobei sie bereits im Halbfinale ausschied. Darauf folgend nahm Israel mehr als 30 Jahre nicht am Wettbewerb teil, bevor man 2018 überraschend zurückkehrte, nun vertreten durch den im Vorjahr gegründeten Nachfolger der IBA, die Israeli Public Broadcasting Corporation (IPBC). Allerdings war die Rückkehr nicht von Erfolg gekrönt, auch dieses Mal wurde der Einzug ins Finale verpasst. 2020 zog man sich ohne nähere Angaben von Gründen vom Wettbewerb wieder zurück.
Israel zählt somit zu den erfolglosesten Ländern beim Eurovision Young Musicians, ohne eine einzige Finalteilnahme.

## Liste der Beiträge
Farblegende: – 1. Platz. – 2. Platz. – 3. Platz. – ausgeschieden im Halbfinale/in der Qualifikation. – keine Teilnahme/nicht qualifiziert.
| Jahr                                                                  | Interpret                | Instrument               | Stücke                                                                                                | Platz Finale             | Platz Halbfinale         | Nationale Vorentscheidung |
| --------------------------------------------------------------------- | ------------------------ | ------------------------ | --- | ------------------------ | ------------------------ | ------------------------- |
| 1986                                                                  | Shira Ravin              | Violine                  | Violin Concerto in e-Moll, Op. 64 von Felix Mendelssohn Bartholdy                                     | Ausgeschieden            | k. A. / 15               |                           |
| 1988 1990 1992 1994 1998 2000 2002 2004 2006 2008 2010 2012 2014 2016 | Auf Teilnahme verzichtet | Auf Teilnahme verzichtet | Auf Teilnahme verzichtet                                                                              | Auf Teilnahme verzichtet | Auf Teilnahme verzichtet | Auf Teilnahme verzichtet  |
| 2018                                                                  | Tamir Naaman-Pery        | Cello                    | Hungarian Rhapsody, Op. 68 von David Popper Preludio-Fantasia from Suite for Cello von Gaspar Cassadó | Ausgeschieden            | k. A. / 9                | interne Auswahl           |
| 2020 2022 2024                                                        | Auf Teilnahme verzichtet | Auf Teilnahme verzichtet | Auf Teilnahme verzichtet                                                                              | Auf Teilnahme verzichtet | Auf Teilnahme verzichtet | Auf Teilnahme verzichtet  |